# Hofheim (Baviera)
Hofheim é uma cidade da Alemanha, localizado no distrito de Haßberge, no estado de Baviera.